# Echinus gilchristi
Echinus gilchristi is een zee-egel uit de familie Echinidae.
De wetenschappelijke naam van de soort werd in 1904 gepubliceerd door Francis Jeffrey Bell.

## Verspreiding
De soort komt voor in de diepere gedeeltes bij de kust van Zuid-Afrika, vooral bij Cape Seal. 